# Alte Danziger Brauerei E. Rodenacker
Alte Danziger Brauerei Eduard Rodenacker (Stary Browar Gdański) – browar w Gdańsku działający w latach 1712–1918. Browar mieścił się przy Hundegasse 11/12 (ul. Ogarna).

## Historia
Powstał w 1712, od 1835 we władaniu rodziny Rodenackerów. Do historii browarnictwa gdańskiego przeszedł jako jeden z producentów piwa jopejskiego, w którym się specjalizował. Posiadał własną pijalnię piwa, mieszczącą się przy browarze, nazywaną niekiedy pałacem piwnym. W 1908 browar zatrudniał 26 pracowników. W 1916 browarnikiem był Karl Haupt. W 1918 przejęty przez Brauerei Englisch Brunnen z Elbląga i zlikwidowany.
Rodenackerowie byli też właścicielami (w okresie 1823-1945) majątku ziemskiego wraz z pałacem w Celbowie koło Pucka.

## Piwa produkowane do 1918
- piwo jopejskie